# Homalium brachystylum
Homalium brachystylum är en videväxtart som beskrevs av Henri Ernest Baillon. Homalium brachystylum ingår i släktet Homalium och familjen videväxter. Inga underarter finns listade i Catalogue of Life.